# Sebeobrana Polské republiky
Sebeobrana Polské republiky (polsky Samoobrona Rzeczpospolitej Polskiej) je polská národně levicová politická strana, která vznikla v roce 1992.

## Historie
Byla založena v roce 1992 jako politická reprezentace odborů z iniciativy Andrzeje Leppera, který byl předsedou až do své tragické smrti 5. srpna 2011. Do roku 2000 působila pod názvem Przymierze Samoobrona. Je považována za stranu populistickou kvůli svým protestním akcím, kdy například docházelo k vysypávání obilí na koleje či silnice.

## Volby
V roce 2001 obdržela od voličů 10 % hlasů a v roce 2005 12 %. Zpočátku pouze tiše podporovala menšinovou vládu PiS, ale od konce dubna je ve vládě s PiS a Ligou polských rodin. Získala tři ministerstva (zemědělství, práce a sociální věci a stavebnictví). Kromě ministra zemědělství se Andrzej Lepper stal i vicepremiérem. Přitom před rokem byla Samoobrona vnímána jako izolovaná strana. Koaliční formace trvala až do 13. srpna 2007, kdy se koalice rozpadla.
V předčasných parlamentních volbách v říjnu 2007 dostala Sebeobrana 1,53 % hlasů a nedostala se do Sejmu ani do Senátu.
V listopadu 2007 Andrzeje Leppera opustila část nejbližších funkcionářů (Krzysztof Filipek, Danuta Hojarska), kteří založili Stranu regionů.

## Politický program
Sebeobrana požaduje větší podporu zemědělství a zvyšování sociálních výdajů. Peníze chce získat především zavedením daně z obratu, likvidací části zbytečných agentur a fondů, které jsou financovány ze státního rozpočtu. Chce také snížit finanční prostředky určené na splácení státních dluhů a uvolnit bankovní rezervy. Argumentuje tím, že „ve většině států EU veřejný dluh překračuje 60 % HDP a v některých zemích (Itálie, Belgie) překračuje 100 % HDP.“
Podle Sebeobrany by hlavními sektory polské ekonomiky měly být zemědělství, stavebnictví a malé a střední podniky. Je proti velkým zahraničním investicím do Polska. Byla proti vstupu Polska do EU. Často se pokládá za stranu, která se chce více orientovat na Rusko. Je proti euthanázii, interrupcím, rovné dani, legalizaci tzv. měkkých drog či odluce církve od státu. Požaduje obnovení trestu smrti, okamžité stažení polských jednotek z Iráku, zachování bezplatného vzdělání a zdravotnictví, zveřejnění akt polských komunistických tajných služeb a registraci homosexuálních partnerství.